# Хоржице на Шумави
Хоржице на Шумави (чеш. Hořice na Šumavě) је насељено мјесто са административним статусом сеоске општине (чеш. obec) у округу Чешки Крумлов, у Јужночешком крају, Чешка Република.

## Становништво
Према подацима о броју становника из 2014. године насеље је имало 843 становника.